# Eishockey-Europameisterschaft der U18-Junioren 1978
Die 11. Eishockey-Europameisterschaft der U18-Junioren fand vom 27. Dezember 1977 bis 2. Januar 1978 in  Helsinki und Vantaa in Finnland statt. Die Spiele der B-Gruppe wurden vom 23. bis 27. März 1978 in ’s-Hertogenbosch (Niederlande) und in Deurne (Belgien) ausgetragen. Erstmals gab es auch eine C-Gruppe, deren Spiele vom 25. Februar bis 3. März 1978 in Sofia in Bulgarien stattfanden.

## A-Gruppe

### Vorrunde
Gruppe 1
| Spiele      | FIN  | SWE  | SUI  | NOR  | Tore  | Pkt. |
| ----------- | ---- | ---- | ---- | ---- | ----- | ---- |
| 1. Finnland |      | 2:1  | 10:7 | 11:1 | 23:09 | 6:0  |
| 2. Schweden | 1:2  |      | 7:2  | 14:0 | 22:04 | 4:2  |
| 3. Schweiz  | 7:10 | 2:7  |      | 6:5  | 15:22 | 2:4  |
| 4. Norwegen | 1:11 | 0:14 | 5:6  |      | 06:31 | 0:6  |

Gruppe 2
| Spiele              | URS  | TCH  | POL | BRD  | Tore  | Pkt. |
| ------------------- | ---- | ---- | --- | ---- | ----- | ---- |
| 1. UdSSR            |      | 3:0  | 8:1 | 13:1 | 25:02 | 6:0  |
| 2. Tschechoslowakei | 0:3  |      | 8:2 | 13:1 | 21:06 | 4:2  |
| 3. Polen            | 1:8  | 2:8  |     | 5:3  | 08:19 | 2:4  |
| 4. BR Deutschland   | 1:13 | 1:13 | 3:5 |      | 05:32 | 0:6  |

### Endrunde
Für die beiden Gruppen der Endrunde wurden die untereinander erzielten Ergebnisse aus der Vorrunde übernommen. Diese Resultate sind hier in Klammern dargestellt.
Meisterrunde
| Spiele              | FIN       | URS       | SWE   | TCH   | Tore  | Pkt. |
| ------------------- | --------- | --------- | ----- | ----- | ----- | ---- |
| 1. Finnland         |           | 6:5 n. V. | (2:1) | 6:2   | 14:08 | 6:0  |
| 2. UdSSR            | 5:6 n. V. |           | 5:3   | (3:0) | 13:09 | 4:2  |
| 3. Schweden         | (1:2)     | 3:5       |       | 4:2   | 08:09 | 2:4  |
| 4. Tschechoslowakei | 2:6       | (0:3)     | 2:4   |       | 04:13 | 0:6  |

Das entscheidende Spiel zwischen Finnland und der Sowjetunion endete nach regulärer Spielzeit 3:3. Die erste Verlängerung über 20 Minuten endete mit weiteren je zwei Toren für beide Mannschaften. Die zweite Verlängerung wurde als Sudden Victory Overtime ausgespielt und endete nach knapp zwei Minuten mit dem Siegtor durch Jari Kurri.
Platzierungsrunde
| Spiele            | POL   | SUI   | BRD   | NOR   | Tore  | Pkt. |
| ----------------- | ----- | ----- | ----- | ----- | ----- | ---- |
| 1. Polen          |       | 4:3   | (5:3) | 6:3   | 15:09 | 6:0  |
| 2. Schweiz        | 3:4   |       | 10:7  | (6:5) | 19:16 | 4:2  |
| 3. BR Deutschland | (3:5) | 7:10  |       | 2:1   | 12:16 | 2:4  |
| 4. Norwegen       | 3:6   | (5:6) | 1:2   |       | 09:14 | 0:6  |

### Europameistermannschaft: Finnland
| U18-Europameister Finnland | Jari Paavola, Ari Timosaari – Timo Blomqvist, Juha Huikari, Jari Munck, Jari Järvinen, Rauno Saamio, Mika Saarinen – Harri Haapaniemi, Mika Helkearo, Ilkka Huura, Kari Jalonen, Ari Kaikkonen, Ari Kaperi, Veli-Pekka Kinnunen, Jari Kurri, Mika Laine, Jussi Lepistö, Jarmo Mäkitalo, Petri Niukkanen Trainer: Alpo Suhonen, Rauno Korpi |

### Auszeichnungen
| Auszeichnung       | Spieler          | Team     |
| ------------------ | ---------------- | -------- |
| Top-Scorer         | Henry Locher     | Schweiz  |
| Bester Torhüter    | Jari Paavola     | Finnland |
| Bester Verteidiger | Jewgeni Popichin | UdSSR    |
| Bester Stürmer     | Jari Kurri       | Finnland |

All-Star-Team
| Angriff:      | Igor Funikow – Jarmo Mäkitalo – Jari Kurri |
| Verteidigung: | Timo Blomqvist – Jan-Åke Danielsson        |
| Tor:          | Dmitri Saprykin                            |

## B-Gruppe

### Vorrunde
Gruppe 1
| Spiele         | ITA | YUG | NED | DEN | Tore  | Pkt. |
| -------------- | --- | --- | --- | --- | ----- | ---- |
| 1. Italien     |     | 3:2 | 5:4 | 6:7 | 14:13 | 4:2  |
| 2. Jugoslawien | 2:3 |     | 4:2 | 3:1 | 09:06 | 4:2  |
| 3. Niederlande | 4:5 | 2:4 |     | 2:0 | 08:09 | 2:4  |
| 4. Dänemark    | 7:6 | 1:3 | 0:2 |     | 08:11 | 2:4  |

Gruppe 2
| Spiele        | FRA  | ROM  | AUT  | BEL  | Tore  | Pkt. |
| ------------- | ---- | ---- | ---- | ---- | ----- | ---- |
| 1. Frankreich |      | 4:4  | 6:1  | 10:1 | 20:08 | 5:1  |
| 2. Rumänien   | 4:4  |      | 5:5  | 12:1 | 21:10 | 4:2  |
| 3. Österreich | 1:6  | 5:5  |      | 16:0 | 22:11 | 3:3  |
| 4. Belgien    | 1:10 | 1:12 | 0:16 |      | 02:38 | 0:6  |

### Platzierungsspiele
| Spiel um Platz 7 | Dänemark   | 15:2 (5:1, 5:0, 5:1)                | Belgien     |  |
| Spiel um Platz 5 | Österreich | 5:3 (0:1, 0:0, 5:2)                 | Niederlande |  |
| Spiel um Platz 3 | Rumänien   | 7:5 n. V. (1:2, 3:2, 1:1, 2:0)      | Jugoslawien |  |
| Finale           | Italien    | 4:3 n. P. (0:0, 2:1, 0:1, 1:1, 1:0) | Frankreich  |  |

### Auszeichnungen
| Auszeichnung       | Spieler       | Team        |
| ------------------ | ------------- | ----------- |
| Top-Scorer         | Lőrinc Tőke   | Rumänien    |
| Bester Torhüter    | Henrik Jensen | Dänemark    |
| Bester Verteidiger | Daniel Kump   | Österreich  |
| Bester Stürmer     | Robin Saraber | Niederlande |

## C-Gruppe
| Spiele       | HUN     | BUL     | ESP     | Tore  | Pkt. |
| ------------ | ------- | ------- | ------- | ----- | ---- |
| 1. Ungarn    |         | 2:2 6:5 | 8:1 5:5 | 21:13 | 6:2  |
| 2. Bulgarien | 2:2 5:6 |         | 9:2 1:3 | 17:13 | 3:5  |
| 3. Spanien   | 1:8 5:5 | 2:9 3:1 |         | 11:23 | 3:5  |